# Fontana del bimbo pescatore
La  fontana del bimbo pescatore (Fischerbuberl-Brunnen) è una fontana sita sulla Wiener Platz a Monaco di Baviera nel quartiere di Haidhausen e creata dallo scultore Ignatius Taschner. 

## Descrizione

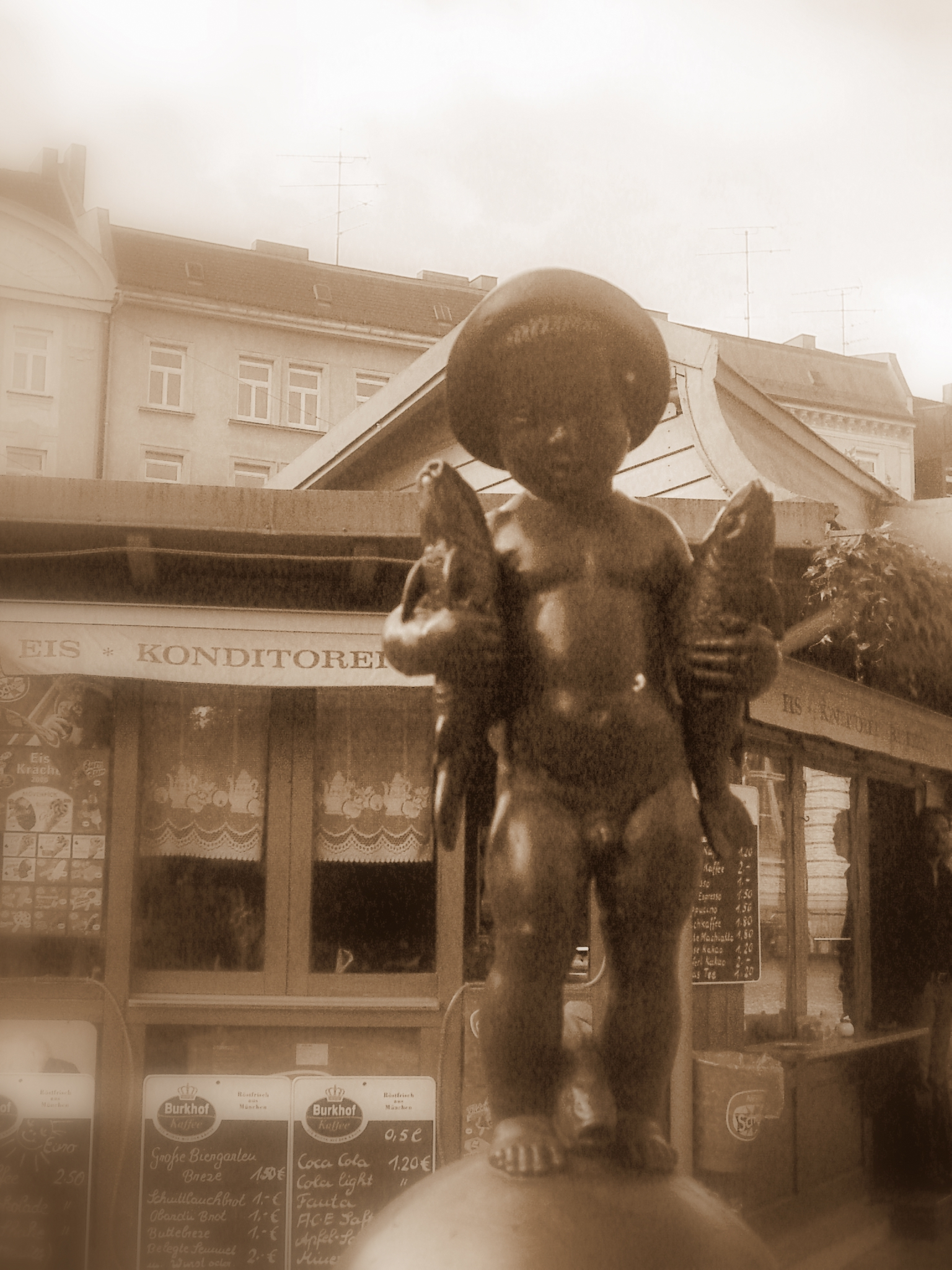
Fontana del bimbo pescatore a Haidhausen

La fontana è in bronzo ed è una copia dell'originale creata nel 1934. Rappresenta un bimbo nudo con un cappello e con due grossi pesci tra le braccia, in piedi su un grande globo. Tra piedi è posto un terzo pesce.

## Storia
La fontana creata nel 1910 fu inizialmente eretta sul Viktualienmarkt. Con la ricostruzione della Schrannenhalle sul sito dove era situata la fontana, essa dovette essere quindi spostata ad Haidhausen.